# 1. deild islandzka w piłce nożnej (2004)
1. deild 2004 – 50. edycja 2 poziomu rozgrywek piłki nożnej na Islandii. 
Brało w niej udział 10 drużyn, które w okresie od 16 maja do 17 września 2004 rozegrały 18 kolejki meczów. Promocję uzyskały Valur i Þróttur Reykjavík.

## Drużyny
| Uczestnicy poprzedniej edycji                                                                                 | Uczestnicy poprzedniej edycji | Uczestnicy poprzedniej edycji | Uczestnicy poprzedniej edycji |
| --- | ----------------------------- | ----------------------------- | ----------------------------- |
| ÞÓR | Þór Akureyri                  | 3                             |                               |
| STJ | Stjarnan                      | 4                             |                               |
| HAU | Haukar                        | 5                             |                               |
| NJA | Njarðvík                      | 6                             |                               |
| BRE | Breiðablik                    | 7                             |                               |
| HKÓ | HK                            | 8                             |                               |
| Spadek z Úrvalsdeild                                                                                          |                               |                               |                               |
| ÞRR | Þróttur Reykjavík             | 9                             |                               |
| VAL | Valur                         | 10                            |                               |
| Awans z 2. deild karla                                                                                        |                               |                               |                               |
| VÖL | Völsungur Húsavík             | 1                             |                               |
| FJÖ | Fjölnir                       | 2                             |                               |
| Oznaczenia: - kolumna pierwsza – skróty nazw drużyn, - kolumna trzecia – miejsce zajęte w poprzednim sezonie. |                               |                               |                               |

## Tabela
| Lp. | Drużyna               | M  | Z  | R  | P  | B+ | B- | +/– | Pkt | Awans lub spadek         |
| --- | --------------------- | -- | -- | -- | -- | -- | -- | --- | --- | ------------------------ |
| 1   | Valur (M, A)          | 18 | 11 | 4  | 3  | 35 | 14 | +21 | 37  | awans do Úrvalsdeild     |
| 2   | Þróttur Reykjavík (A) | 18 | 8  | 6  | 4  | 31 | 23 | +8  | 30  | awans do Úrvalsdeild     |
| 3   | HK                    | 18 | 9  | 1  | 8  | 28 | 28 | 0   | 28  |                          |
| 4   | Breiðablik            | 18 | 7  | 5  | 6  | 31 | 31 | 0   | 26  |                          |
| 5   | Þór Akureyri          | 18 | 5  | 10 | 3  | 19 | 16 | +3  | 25  |                          |
| 6   | Völsungur             | 18 | 6  | 4  | 8  | 27 | 29 | −2  | 22  |                          |
| 7   | Fjölnir               | 18 | 7  | 1  | 10 | 27 | 32 | −5  | 22  |                          |
| 8   | Haukar                | 18 | 4  | 7  | 7  | 27 | 27 | 0   | 19  |                          |
| 9   | Njarðvík (S)          | 18 | 4  | 7  | 7  | 21 | 29 | −8  | 19  | spadek do 2. deild karla |
| 10  | Stjarnan (S)          | 18 | 5  | 3  | 10 | 28 | 45 | −17 | 18  | spadek do 2. deild karla |

## Wyniki
| Gospodarz \ Gość  | BRE | FJÖ | HAU | HK  | NJA | STJ | VAL | VÖL | ÞÓR | ÞRÓ |
| ----------------- | --- | --- | --- | --- | --- | --- | --- | --- | --- | --- |
| Breiðablik        |     | 2–1 | 2–0 | 5–1 | 1–1 | 4–1 | 1–1 | 2–1 | 1–2 | 1–1 |
| Fjölnir           | 1–2 |     | 1–4 | 2–1 | 4–2 | 2–0 | 2–1 | 2–1 | 0–3 | 0–2 |
| Haukar            | 2–2 | 0–2 |     | 4–1 | 1–2 | 1–3 | 0–1 | 4–2 | 1–1 | 1–1 |
| HK                | 3–2 | 1–0 | 1–0 |     | 3–0 | 6–1 | 0–1 | 2–1 | 0–0 | 2–3 |
| Njarðvík          | 4–0 | 3–2 | 2–2 | 0–1 |     | 2–2 | 0–3 | 1–1 | 0–0 | 1–1 |
| Stjarnan          | 1–1 | 2–3 | 2–4 | 2–1 | 0–1 |     | 0–4 | 2–1 | 3–1 | 2–2 |
| Valur             | 6–1 | 1–0 | 1–1 | 5–1 | 1–0 | 2–3 |     | 2–0 | 1–1 | 2–1 |
| Völsungur         | 3–2 | 2–1 | 1–1 | 1–3 | 2–1 | 4–2 | 1–2 |     | 1–1 | 0–0 |
| Þór Akureyri      | 1–2 | 1–1 | 0–0 | 1–0 | 1–1 | 2–0 | 0–0 | 0–3 |     | 2–0 |
| Þróttur Reykjavík | 1–0 | 4–3 | 2–1 | 0–1 | 4–0 | 4–2 | 2–1 | 1–2 | 2–2 |     |

## Najlepsi strzelcy
| Bramki | Strzelcy               | Drużyna           |
| ------ | ---------------------- | ----------------- |
| 9      | Hermann Aðalgeirsson   | Völsungur         |
| 9      | Páll Einarsson         | Þróttur Reykjavík |
| 9      | Ibra Jagne             | Þór Akureyri      |
| 9      | Hörður Már Magnússon   | HK                |
| 9      | Dragoslav Stojanovic   | Stjarnan          |
| 8      | Sævar Eyjólfsson       | Haukar            |
| 8      | Hálfdán Gíslason       | Valur             |
| 8      | Davíð Þór Rúnarsson    | Fjölnir           |
| 8      | Pétur Óskar Sigurðsson | Breiðablik        |
| 7      | Søren Hermansen        | Þróttur Reykjavík |
| 7      | Andri Valur Ívarsson   | Völsungur         |

Źródło: 